# Un plus grand espoir

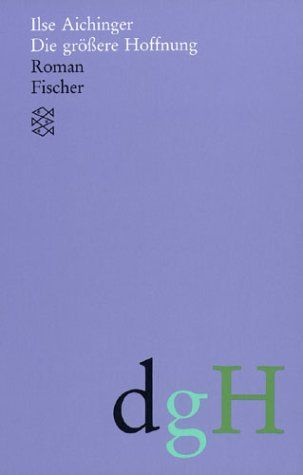
Couverture de Un plus grand espoir dans son édition de 1991, conçue par Otl Aicher

Un plus grand espoir est un roman de Ilse Aichinger publié en 1948 aux éditions Fischer à Amsterdam. Le texte porte sur le personnage d'Ellen qui perd progressivement tous ses proches : sa mère, des amis et sa grand-mère à cause de leur fuite, déportation ou suicides. Elle raconte par le même pas les persécutions et surveillances d'un État totalitaire. Le livre passe pour l'un des premiers grands romans de la littérature autrichienne d'après-guerre. Il s'agit du seule roman de cette écrivaine.

## Thématiques
Le livre porte sur la vie sous le totalitarisme et notamment se concentre sur la vie des enfants dans ce cadre. Ellen est considérée comme étant à moitié juive selon les lois de Nuremberg. Elle subit dès lors mépris, isolement et humiliation. Le cadre historique du national-socialisme, qu'Ilse Aichinger a vécu, n'est néanmoins jamais explicitement nommé, ce qui témoigne que le livre ne porte pas exclusivement sur cette période. Aichinger a d'ailleurs témoigné dans un entretien qu'il s'agit avant tout, d'« un rapport sur les choses telles qu'elles sont ».

## Chapitrage
Le livre se compose de huit chapitres non numérotés :
- Le grand espoir
- Le quai
- La Terre Sainte
- Au service d'une puissance étrangère
- La peur de la peur
- Le grand jeu
- La mort de la grand-mère
- Rêve d'aile
- Ne soyez pas surpris
- Le plus grand espoir

Le chapitre « La Terre Sainte » est une réécriture du texte La Quatrième Porte (Das Vierte Tor), qu'Aichinger avait déjà publié dans le Wiener Kurier le 1er septembre 1945.
Aichinger a révisé le livre, publié pour la première fois en 1948, pour une nouvelle édition de poche en 1960.

## Adaptations
En 2011, la pièce, libre adaptation du roman, Verschütter oder Wer ist Ellen ? a été créée au Théâtre Akzent .
En 2016, Anne Bennent en a créé une version radiophonique pour le compte de l'ORF.
En décembre 2023, une version scénique de Sara Ostertag et Julia Engelmayer avec un arrangement musical live de Mira Lu Kovacs a été créée au Landestheater Niederösterreich.

## Traductions françaises
- Ilse Aichinger (trad. Denis Denjean et Uta Müller), Un plus grand espoir, Verdier, coll. « Der Doppelgänger », 2007 (ISBN 978-2-86432-499-7)